# Экспорт
Экспорт — понятие в международной торговле, означающее продажу товаров или услуг в другие страны. Понятие происходит от лат. exporto, что в буквальном смысле означает «вывозить из порта».
Продавца, вывозящего товары за границу, принято называть экспортёром, тогда как покупателя ввозимых товаров и услуг принято именовать импортёром. В настоящее время импорт любых товаров или услуг, осуществляемый законным способом из одной страны или государства в другую, является одним из самых распространённых видов деятельности в торговой сфере. Именно поэтому, наряду с экспортом, импорт составляет основу международных экономических отношений.
Экспортные товары часто оптимизируют для продажи во многих странах или государства сразу. Иногда экспортные товары оптимизируют для продажи и потребления на внутреннем рынке страны или государства производителя.

## Основные сведения
Экспорт товаров — вывоз материальных благ определённого свойства. Экспорт услуг — возмещаемое предоставление зарубежным партнёрам услуг производственного или потребительского характера. Экспорт капитала — инвестирование средств в целях организации собственного производства за рубежом.
Он является результатом международного разделения труда, материальная основа экспорта это выручка, которая служит источником средств для оплаты импорта.
Имеют место следующие виды экспорта товаров: вывоз товаров, произведённых или переработанных в данной стране, вывоз товаров (особенно сырья или полуфабрикатов) для изготовления или переработки за рубежом с последующим их возвратом, временный вывоз отечественных товаров (на выставки, ярмарки, аукционы и так далее) с последующим их возвратом или вывозом временно иностранных товаров (на выставки, ярмарки, аукционы и так далее), внутрифирменные поставки товаров или по прямым производственным связям предприятий, реэкспорт — вывоз товаров, ввезённых ранее из-за границы без дополнительной их переработки в реэкспортирующей стране, проданных на международных аукционах, биржах.
Соотношение между экспортом и импортом отдельного государства называется внешнеторговый баланс страны, он включает в себя товары и услуги. По состоянию на 2010 год, лидирующие позиции в этом рейтинге занимали, по порядку, Германия, КНР и Россия. Однако, этот показатель не отражает объем экономики страны — США, с наибольшим объёмом ВВП среди стран мира занимает в этом списке последнюю строчку.

## Экспорт в России
По объему экспорта Россия делит шестнадцатую-семнадцатую строчку со Швейцарией на 2017 год. Первое место занимает КНР. В 2017 году совокупный объем экспорта РФ составлял 424 млрд долларов США. В структуре товарного (без учета услуг) экспорта России на 2017 год преобладают углеводороды (58,6 % от общего объёма), далее следуют промышленные металлы (11,9 %), продукция сельского хозяйства (9,5 %), химической промышленности (6,7 %), драгоценные металлы и камни (4,4 %), продукция промышленного (2,4 %) и гражданского (2 %) машиностроения, электроника (менее 1 %) и текстиль (менее 0,5 %), на засекреченную категорию (в которую входит и экспорт оружия) приходится 2,9 %. По сравнению с концом 1990-х годов, доля углеводородного экспорта в общем объеме выросла на 15 %: в 1996 году она составляла 43,5 %. По данным экспертов, за 2014—2018 гг. Россия поставила основные вооружения в 48 стран мира (55 % общего объема пришлись на Индию, Китай и Алжир).

## Организации стран-экспортёров
Примерами крупных организаций —   экспортёров товаров могут служить ФСЭГ, ОПЕК, контролирующая приблизительно 40 % мировой нефтедобычи.